# Liste der Bodendenkmäler in Gräfendorf
Auf dieser Seite sind die Bodendenkmäler in der unterfränkischen Gemeinde Gräfendorf zusammengestellt. Diese Tabelle ist eine Teilliste der Liste der Bodendenkmäler in Bayern. Grundlage ist die Bayerische Denkmalliste, die auf Basis des Bayerischen Denkmalschutzgesetzes vom 1. Oktober 1973 erstmals erstellt wurde und seither durch das Bayerische Landesamt für Denkmalpflege geführt wird. Die folgenden Angaben ersetzen nicht die rechtsverbindliche Auskunft der Denkmalschutzbehörde.

## Bodendenkmäler in Gräfendorf
| Lage       | Objekt                                                                                          | Akten-Nr.     | Bild |
| ---------- | ----------------------------------------------------------------------------------------------- | ------------- | ---- |
| (Standort) | Freilandstation des Paläolithikums und des Mesolithikums sowie Siedlung                         | D-6-5824-0013 |      |
| (Standort) | Siedlung vorgeschichtlicher Zeitstellung.                                                       | D-6-5824-0021 |      |
| (Standort) | Grabhügel vorgeschichtlicher Zeitstellung.                                                      | D-6-5824-0040 |      |
| (Standort) | Mittelalterlicher oder frühneuzeitlicher Vorgängerbau der profanierten, ehemaligen Kath. Kirche | D-6-5824-0043 |      |
| (Standort) | Befunde der frühen Neuzeit im Bereich der Kath. Filialkirche St. Martin von Michelau            | D-6-5824-0048 |      |
| (Standort) | Befunde der frühen Neuzeit im Bereich der Kath. Kirche St. Laurentius von Schonderfeld.         | D-6-5824-0050 |      |
| (Standort) | Befunde der frühen Neuzeit im Bereich der Kath. Pfarrkirche St. Johannes d. T.                  | D-6-5824-0052 |      |
| (Standort) | Befunde der frühen Neuzeit im Bereich des ehemaligen Schlosses von Weickersgrüb.                | D-6-5824-0053 |      |
| (Standort) | Bestattungsplatz mit Grabhügel vorgeschichtlicher Zeitstellung.                                 | D-6-5824-0058 |      |
| (Standort) | Siedlung vorgeschichtlicher Zeitstellung.                                                       | D-6-5824-0060 |      |
| (Standort) | Körpergräber vermutlich des Mittelalters.                                                       | D-6-5924-0041 |      |
| (Standort) | Freilandstation des Spätpaläolithikums und des Mesolithikums, Siedlung vorgeschichtlicher Zeit  | D-6-5924-0083 |      |
| (Standort) | Befunde der frühen Neuzeit im Bereich des ehemaligen Schlosses von Wolfsmünster.                | D-6-5924-0131 |      |
| (Standort) | Befunde des Mittelalters und der frühen Neuzeit im Bereich der Kath. Pfarrkirche                | D-6-5924-0140 |      |
| (Standort) | Siedlung der jüngeren Latènezeit.                                                               | D-6-5924-0150 |      |